# Лайок Володимир Макарович

Лайо́к Володи́мир Мака́рович (10 липня 1904, Одеса Херсонської губернії, тепер Одеської області — 27 серпня 1966, Москва, СРСР) — радянський військовий діяч, політпрацівник, 2-й секретар Полтавського обкому КП(б)У, член Військової Ради Південної групи військ, генерал-лейтенант. Депутат Верховної Ради УРСР 2-го скликання.

## Біографія
Народився у родині робітника. Під час громадянської війни служив бійцем комуністичної роти Частин особливого призначення.
У 1923 році закінчив Одеське вечірнє індустріальне політехнічне училище.
У 1923 — 1927 р. — служба на Робітничо-селянському червоному флоті.
Член ВКП(б) з 1926 року.
У 1927 — 1937 р. — на комсомольській та партійній роботі в Українській РСР. У 1937 році закінчив Курси марксизму-ленінізму при ЦК КП(б)У.
У 1937 — жовтні 1938 року — 1-й секретар Чернігівського районного комітету КП(б)У Дніпропетровської області.
У жовтні 1938 — 1939 року — секретар Партійної колегії Комісії партійного контролю при ЦК ВКП(б) по Дніпропетровській області.
У липні 1939 — 1940 р. — начальник політичного сектору Центральної ради Тсоавіахіму (Осоавіахему) УРСР. У 1940 — 1941 р. — заступник завідувача Організаційно-інструкторського відділу ЦК КП(б)У.
У квітні — вересні 1941 р. — 2-й секретар Полтавського обласного комітету КП(б)У.
Учасник німецько-радянської війни з 1941 року. У 1941 році служив заступником командувача Південної групи військ з політичної частини.
У вересні 1941 — липні 1942 р. — член Військової Ради 38-ї армії. У липні — серпні 1942 р. — член Військової Ради 1-ї танкової армії Сталінградського фронту. У серпні 1942 р. — член Військової Ради Південно-Західного фронту. У серпні — жовтні 1942 р. — член Військової Ради 1-ї гвардійської армії Донського фронту. У жовтні 1942 — жовтні 1943 р. — член Військової Ради Південно-Західного фронту. У жовтні 1943 — липні 1945 р. — член Військової Ради 3-го Українського фронту.
У липні 1945 — січні 1947 р. — член Військової Ради Південної групи військ (Болгарія). У січні 1947 — квітні 1948 р. — член Військової Ради — заступник командувача Південної групи військ з політичної частини.
У квітні 1948 — вересні 1949 р. — заступник начальника Тилу Збройних сил СРСР з політичної частини.
У вересні 1949 — лютому 1950 р. — слухач Вищих військово-політичних курсів.
У лютому 1950 — листопаді 1951 р. — заступник коменданта Кронштадтської військово-морської фортеці з цивільної адміністрації. У листопаді 1951 — січні 1952 р. — у розпорядженні Головного політичного управління Військово-морських сил (ВМС) СРСР.
У січні 1952 — квітні 1953 р. — заступник начальника Головного військово-морського інженерного управління з політичної частини. У квітні — травні 1953 р. — виконувач обов'язків заступника начальника Інженерного управління ВМС СРСР з політичної частини.
У травні 1953 — серпні 1955 р. — начальник Політичного відділу органів управління Головного командування Військово-морського флоту (ВМФ) СРСР.
У серпні 1955 — листопаді 1956 р. — заступник начальника Тилу ВМФ СРСР з політичної частини.
У листопаді 1956 — лютому 1958 р. — слухач Вищих академічних курсів удосконалення політскладу при Військово-політичній академії імені Леніна.
У лютому 1958 — грудні 1960 р. — заступник начальника Головного військово-медичного управління Міністерства оборони СРСР з політичної частини. У грудні 1960 — травні 1961 р. — у розпорядженні Головного політичного управління Радянської армії і ВМФ СРСР.
У травні 1961 — квітні 1965 р. — начальник Політичного відділу — заступник начальника Управління залізничних військ СРСР з політичної частини. У квітні 1965 — серпні 1966 р. — начальник Політичного відділу — заступник начальника Центрального управління залізничних військ СРСР з політичної частини.
Похований на Новодівочому цвинтарі у Москві.

## Звання
- бригадний комісар
- генерал-майор інтендантської служби (20.01.1943)
- генерал-лейтенант інтендантської служби (19.04.1945)
- генерал-лейтенант (27.01.1951)

## Нагороди
- орден Леніна (1943)
- орден Червоного Прапора (27.03.1942)
- орден Кутузова 2-го ст. (3.11.1944)
- орден Кутузова 1-го ст. (13.04.1945)
- орден Суворова 2-го ст. (19.03.1944)
- орден Вітчизняної війни 1-го ст. (17.09.1943)
- орден Червоної Зірки (1953)
- болгарський ордена Святого Олександра 2-го класу з мечами (1945)
- медалі